# Šljivovik, Bela Palanka
Šljivovik (izvirno srbsko Шљивовик) je naselje v Srbiji, ki upravno spada pod Občino Bela Palanka; slednja pa je del Pirotskega upravnega okraja.

## Demografija
V naselju živi 251 polnoletnih prebivalcev, pri čemer je njihova povprečna starost 61,8 let (60,0 pri moških in 63,6 pri ženskah). Naselje ima 126 gospodinjstev, pri čemer je povprečno število članov na gospodinjstvo 2,09.
To naselje je, glede na rezultate popisa iz leta 2002, večinoma srbsko, a v času zadnjih treh popisov je opazno zmanjšanje števila prebivalcev.
|  |

| Demografija | Demografija     | Demografija     |
| Leto        | Št. prebivalcev | Št. prebivalcev |
| ----------- | --------------- | --------------- |
|             |                 |                 |
|             |                 |                 |
|             |                 |                 |
|             |                 |                 |
| 1948        | 1122            |                 |
| 1953        | 1155            |                 |
| 1961        | 1009            |                 |
| 1971        | 818             |                 |
| 1981        | 552             |                 |
| 1991        | 391             | 387             |
| 2002        | 267             | 263             |
|             |                 |                 |

| Etnična sestava po popisu iz leta 2002 | Etnična sestava po popisu iz leta 2002 | Etnična sestava po popisu iz leta 2002 | Etnična sestava po popisu iz leta 2002 | Etnična sestava po popisu iz leta 2002 |
| -------------------------------------- | -------------------------------------- | -------------------------------------- | -------------------------------------- | -------------------------------------- |
| Srbi                                   | Srbi                                   |                                        | 260                                    | 98,85%                                 |
| Makedonci                              | Makedonci                              |                                        | 1                                      | 0,38%                                  |
| Neznano                                | Neznano                                |                                        | 2                                      | 0,76%                                  |